# Gloria Trevi
Glória de los Ángeles Treviño Ruiz, mais conhecida como Glória Trevi (Monterrey, 15 de fevereiro de 1968) é uma cantora, compositora, produtora, instrumentista e atriz mexicana. Chamada de "A Suprema Diva do Pop Mexicano" pelo canal de música VH1, Glória vendeu mais de 20 milhões de cópias de discos.

## Biografia e Carreira
Ainda pequena, mostrava interesse pelas artes e também pela música, principalmente pelo Rock. Deixou Monterrey com doze anos de idade para perseguir uma carreira na Cidade do México onde conheceu seu futuro empresário, Sergio Andrade.  Seu primeiro contato com a TV foi num concurso da Televisa para escolher uma sósia da atriz Lucerito, mas isso não ajudou muito em sua carreira. Em 1985, entrou para um grupo feminino chamado “Boquitas Pintadas”, que também não deu certo e encerrou no mesmo ano.
Nos anos 90, ela reencontrou seu produtor, Sergio Andrade e acabou tendo um caso com ele, que decidiu dar ajuda para que sua carreira decolasse.
Depois que o grupo se separou em 1988, ela se reaproximou de Sérgio Andrade para a produção de seu primeiro álbum solo, ¿Qué Hago Aquí?, que foi lançado em 1989 e marcou um número um hit, 'Dr. Psiquiatra '.

Muitas vezes foi chamada de "Madonna do México", pois seus álbuns sempre trabalhavam a sensualidade e o duplo sentido e eram sucessos de venda. Vendeu mais de 5 milhões de álbuns na época 89-94 e também fez sucesso vendendo calendários com fotos suas com trajes sensuais, cadernos, figurinhas, maquiagem e bonecas. Sua música e seus vídeos foram usados como ativismo político, uma vez que suas letras tratavam diretamente sobre religião, pobreza, prostituição, tráfico e overdose de drogas, a fome, a classe alta, as mortes de guerra e violência contra as mulheres.
O primeiro álbum foi seguido por Tu Ángel de la Guarda, que foi ainda mais bem-sucedido. O hit Pelo suelto foi um sucesso, alcançando o número um em toda a América Latina e na Espanha. Seu terceiro álbum, Me siento tan sola, foi lançado em 1992, ganhando um outro hit, Zapatos Viejos. Todos os três álbuns foram gravados em Los Angeles. Em 1993, foi nomeada para categoria Artista Pop Feminina do Ano no Prêmio Lo Nuestro.
Em 1994, lançou os singles El Recuentro De Los Daños e La papa sin catsup para o álbum Más Turbada Que Nunca, tanto que atingiu o topo das paradas Billboard latino.
Reiniciou sua carreira musical depois de um período duro envolvendo uma prisão, que durou quase 5 anos, sendo totalmente inocentada após esse tempo, com os álbuns “Cómo Nace El Universo” em 2004, “La Trayectoria” em 2006 e “Una Rosa Blu” em 2007 que vendeu mais de 50 mil cópias no dia de seu lançamento. O México se compadeceu da artista e acreditava na inocência dela, além mídia e diversos artistas. 
Ela estrelou em 2013 como protagonista (junto com Gabriel Soto) a novela de Emilio Larrosa: Libre para amarte.

## Vida pessoal
Sua vida sempre foi bastante problemática, principalmente no quesito relacionamento. Manteve por muitos anos um relacionamento extraconjugal com seu empresário Sérgio Andrade, que era casado. Em 1999, uma ex-mulher de Sérgio acusou a ele e a Glória, na TV, de envolvimento com tráfico de drogas e exploração sexual, o que foi agravado pelo surgimento de uma adolescente grávida que apontava Sérgio como pai da criança.
Com as acusações, ambos foram considerados suspeitos. O caso se agravou quando eles fugiram do México para a Europa, e depois para a Região Nordeste do Brasil e finalmente para o Rio de Janeiro, onde acabaram sendo presos em 1998, juntamente com a cantora de apoio Maria Raquenel Portillo. Trevi e Andrade foram transferidos para o Complexo Penitenciário da Papuda em Brasília 
Em 2000, Trevi anunciou em entrevistas que engravidou na prisão, em Brasília, durante o mês que teve liberdade condicional e foi fazer visita íntima a Sergio. Ela revelou publicamente que o pai da criança era Sérgio Andrade, de acordo com testes de DNA feitos pelas autoridades brasileiras.  Seu caso se transformou num longo processo judicial de extradição para o México, que foi decidida pelo Supremo Tribunal Federal alguns anos depois. Trevi foi transferida grávida para um presídio no Rio de Janeiro. Lá, ela teve sua filha, nascida em dezembro de 1998, que faleceu aos 33 dias de vida. A menina se chamava Ana Delai Ruiz Andrade, e nasceu no Rio de Janeiro. Até hoje,Glória desconhece a causa mortis da filha e aonde ela foi enterrada. Ela revelou não ter feito pré natal e que teve a filha em condições precárias dentro de um hospital público, e que estava sem condições físicas e psicológicas para cuidar da criança, visto que durante o parto aconteceram complicações. De volta ao presídio em Brasília, e em um dos períodos de liberdade condicional, engravidou novamente de Sérgio Andrade e em 2000 teve um filho de parto normal dentro do Hospital Penitenciário. O menino se chama Ángel Gabriel Ruiz Andrade. Aos seis meses de vida ela precisou se separar do filho, que não poderia continuar junto dela na cadeia. Após ir para um orfanato, um longo processo foi aberto, e um ano depois foi autorizado que o menino fosse levado para o México para viver com os avós maternos. Um grande disco teria sido gravado durante os anos de 97 e 98 mas por conta da prisão e das fugas, a gravadora cancelou o lançamento e deu "um fim" em todas as músicas. A cantora perdeu contrato com a Sony Music e sua carreira teve uma pausa gigantesca. 
Em 2004, a cantora foi extraditada para o México e lá foi inocentada  de todas as acusações devido à ausência de provas, depois de cumprir 4 anos e 8 meses de pena. Ela reencontrou o filho, após sofrer muito pela sua ausência. Após morar alguns meses com o filho na casa dos pais, se mudou com o menino para os Estados Unidos, onde começou a reconstruir a sua carreira. No mesmo ano, Gloria conseguiu uma reunião com a Sony Music e foi novamente contratada, com músicas já prontas, muitas de álbuns que nunca foram lançados, ela no mesmo ano lançou o CD "Como Nace El Universo", e sua carreira começou a andar novamente.
Nos EUA, iniciou um novo relacionamento, e casou-se com Armando Gómez, um advogado norte-americano, no final de 2004, e ambos passaram a viver em McAllen, Texas, onde nasceu o filho do casal: Miguel Armando Ruiz Gómez, nascido de parto cesariana, prematuro, em 2005. 

## Discografia

### Álbuns de estúdio
| Ano  | Álbum                 | Top Latin Albums | Latin Pop Albums | Top Heatseekers | The Billboard 200 | Mexico |
| ---- | --------------------- | ---------------- | ---------------- | --------------- | ----------------- | ------ |
| 1989 | ¿Qué Hago Aquí?       | -                | -                | -               | -                 | 1      |
| 1990 | Tu Ángel de la Guarda | -                | 4                | -               | -                 | 1      |
| 1992 | Me Siento Tan Sola    | -                | 8                | -               | -                 | 1      |
| 1994 | Más Turbada Que Nunca | 43               | -                | -               | -                 | 1      |
| 1995 | Si Me Llevas Contigo  | -                | -                | -               | -                 | 1      |
| 2004 | Cómo Nace El Universo | 4                | 2                | 5               | -                 | 1      |
| 2007 | Una Rosa Blu          | 9                | 3                | -               | 169               | 5      |
| 2011 | Gloria                | 1                | 1                | -               | 71                | 1      |
| 2013 | De Película           | 2                | 2                | -               | 109               | 2      |
| 2015 | El Amor               | -                | -                | -               | -                 | -      |

### Álbuns ao vivo
| Year | Album          | Top Latin Albums | Latin Pop Albums | Top Heatseekers | Mexico |
| ---- | -------------- | ---------------- | ---------------- | --------------- | ------ |
| 2006 | La Trayectoria | 29               | 8                | 42              | 3      |
| 2012 | Gloria en vivo |                  |                  |                 |        |
| 2016 | Inmortal       | 1                | 1                |                 |        |

### Singles (U.S. Billboard Hot Latin Songs)
| Ano  | Single                               | Posição |
| ---- | ------------------------------------ | ------- |
| 1989 | "Dr. Psiquiatra"                     | 1       |
| 1989 | "El Último Beso"                     | 36      |
| 1989 | "Satisfecha"                         | n/ch.   |
| 1989 | "¿Que Voy a Hacer Sin El?"           | 22      |
| 1989 | "Mañana"                             | 5       |
| 1989 | "¿Qué Hago Aquí?"                    | 9       |
| 1990 | "Pelo Suelto"                        | 1       |
| 1990 | "Tu Angel de la Guarda"              | 2       |
| 1991 | "Agárrate"                           | 12      |
| 1992 | "Con los Ojos Cerrados"              | 6       |
| 1992 | "Zapatos Viejos"                     | 6       |
| 1992 | "Me Siento Tan Sola"                 | 6       |
| 1992 | "Los Borregos"                       | 19      |
| 1992 | "La Acera de Enfrente"               | n/ch.   |
| 1994 | "La Papa Sin Catsup"                 | 1       |
| 1994 | "A Gatas"                            | n/ch.   |
| 1994 | "Que Bueno que no fui Lady Di!"      | n/ch.   |
| 1994 | "El Recuento de los Daños"           | 1       |
| 1994 | "Siempre a Mi"                       | 17      |
| 1995 | "Ella Que nunca Fue Ella"            | 8       |
| 1995 | "Si Me Llevas Contigo"               | n/ch.   |
| 2004 | "En Medio de la Tempestad"           | 4       |
| 2006 | "Todos Me Miran"                     | 1       |
| 2006 | "Sufran con lo Que Yo Gozo (single)" | 39      |
| 2006 | "Estrella de la Mañana"              | 38      |
| 2007 | "Psicofonía"                         | 12      |
| 2008 | "Cinco Minutos"                      | 4       |
| 2008 | "Pruébamelo"                         | n/ch.   |
| 2009 | "El Favor de la Soledad"             | n/ch.   |
| 2009 | "Lo que una chica por amor es capaz" | n/ch.   |
| 2009 | "Que Emane"                          | n/ch.   |
| 2011 | "Me Río de Ti"                       | 21      |
| 2018 | "Me Lloras"                          | n/ch    |
| 2018 | "Que Me Duela"                       | n/ch    |
| 2018 | "Ellas Soy Yo"                       | n/ch    |
| 2019 | "Vas A Recordarme"                   | n/ch    |
| 2019 | "Yo Soy Su Vida"                     | n/ch    |
| 2019 | "Ábranse Perras"                     | n/ch    |
| 2019 | "Rómpeme El Corazón"                 | n/ch    |

### Álbuns de recompilações
- 1993: Cántalo tú mismo (BMG Ariola)
- 1997: ¡De pelos! Lo mejor de la Trevi (BMG Ariola)
- 1999: No soy monedita de oro (BMG Ariola) (I am not a gold digger)
- 2008: Una Rosa Blu (Deluxe Edition) (Universal)
- 2009: Lo escencial de Gloria Trevi (Sony Music)
- 2009: 6 Super Hits (Universal)
- 2011: Gloria
- 2023: De Película
- 2015: El Amor
- 2017: Versus
- 2019: Diosa de la Noche

## Turnês
- Trevolución 2005-2006
- Una Rosa Blu Tour 2009-2010
- Gloria Tour 2011-2012
- Agárrate Tour 2013-2014
- De película Tour 2014-2015
- El amor Wolrd Tour 2015-2016
- Diosa de la Noche 2019-2020

## Filmografia
- Pelo Suelto
- Zapatos Viejos
- La Papa Sin Catsup
- Las mamás sí van al cielo